# Ataxita

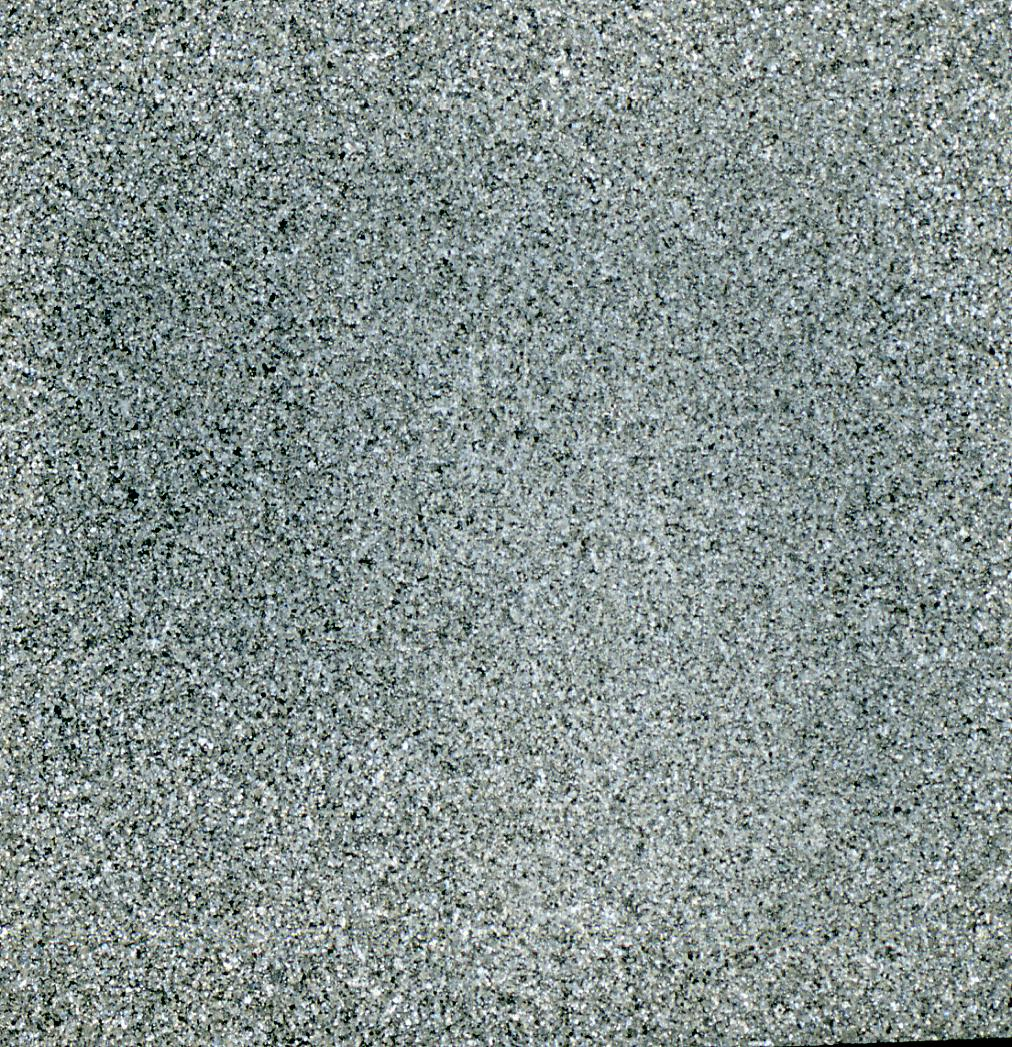
El meteorito Santiago Papasquiero, una ataxita encontrada en 1958 en Durango, México. Consiste en una mezcla finamente cristalina de camacita y taenita, más otros minerales menores. Santiago Papasquiero es una ataxita extraña que parece ser una octahedrita completamente metamorfizada y recristalizada. Campo de visión ~2.5 cm. Este es un corte de una superficie grabada, pulida, con ácido nítrico.

Las ataxitas (del griego; significa "sin estructura") son una clase estructural de meteoritos metálicos con un alto contenido de níquel que no muestran ninguna estructura de Widmanstatten después de su grabado.

## Características
Las ataxitas, meteroritos metálicos, están compuestas principalmente de un metal originario encontrado en meteoritos que consiste en los minerales taenita con cantidades menores de plesita, troilita, y láminas microscópicas de camacita. Las ataxitas son los meteoritos conocidos con mayor porcentaje de níquel; habitualmente más de un 18%. Debido a esto último, no desarrollan una estructura de Widmanstatten porque la camacita puede desmezclarse de la taenita sólo a una temperatura menor a los 600 °C donde la difusión es ya demasiado lenta.

## Clasificación
La mayor parte de las ataxitas pertenecen al grupo IVB de meteoritos o son clasificadas como metálicos, sin agrupar debido a que no caben en ninguno de los grupos comúnmente reconocidos en la clasificación de meteoritos. Algunas ataxitas pertenecen al grupo IAB por su composición química y entran dentro de la clasificación de meteoritos metálicos no magmáticos (primitivos) en los subgrupos sHL (mucho Au, poco Ni), sLH (poco Au, mucho Ni), sHH (mucho Au, mucho Ni) y "sin grupo" (no caben en ningún subgrupo del IAB). Sólo una pareja de ataxitas han sido clasificadas dentro del complejo IAB y de los grupos IIF, IVA, IIAB, IIIAB.

## Abundancia
Las ataxitas son una clase rara de meteoritos, siendo que ninguna de las 50 caídas observadas de meteoritos metálicos corresponden a ellas. Sin embargo, el más grande de los meteoritos, el Hoba - encontrado en Namibia en 1920 con un peso de 60 toneladas -, pertenece a esta clase. Una estatua budista tibetana, El Hombre de Hierro, se supone que fue tallada a partir de una ataxita. Podría haber sido hecha de un fragmento del meteorito Chinga. Otros ejemplos de ataxitas son del meteorito Dronino y piezas del Gebel Kamil.